# 금정역
금정역(衿井驛, Geumjeong station)은 경기도 군포시 금정동과 산본동에 있는 수도권 전철 1호선과 수도권 전철 4호선의 전철역이며 환승역이다. 이 역은 수도권 전철 1호선 최초 개통 당시에는 영업하지 않았으나, 안산선 개통과 동시에 영업을 개시하였다. 수도권 전철 4호선은 이 역부터 오이도역까지 지상 구간이다. 수도권 전철 4호선은 심야에 2편성이 주박한다.

## 역사
- 1988년 10월 25일 : 안산선 개통과 동시에 영업 개시(안산-경부 직결선 운행)[2]
- 1993년 1월 15일 : 과천선 개통 및 안산선-과천선 직결 열차 운행 시작
- 1994년 4월 1일 : 서울 지하철 4호선-과천선-안산선 직결 열차 운행 시작
- 2003년 4월 30일 : 수도권 전철 1호선 수원~병점 구간 연장 개통으로 인하여 안산-경부 직결 운행계통 폐지
- 2006년 5월 9일 : 북부 신 역사 준공(6, 7, 8번 출구)
- 2009년 12월 1일 : 철도승차권 단말기 철거
- 2011년 6월 1일 : 스크린도어 설치
- 2019년 12월 30일: 1호선 급행 금정역 추가정차.[3]

## 역 구조
평면 4선의 승강장과 2개의 통과선(경부1선)이 있는 지상역이다. 4개는 수도권 전철 1호선과 코레일이 운행한 경부선, 2개는 수도권 전철 4호선이 운행하는 진접선 및 과천선 및 안산선 역사와 승강장, 또는 승강장 사이는 육교로 이동하도록 되어 있다. 두 노선 모두 스크린도어가 설치되어 있다. 출구는 8개이다.
승강장은 1호선 일반열차가 사용하는 경부2선과 안산선에만 설치되어 있는 고상홈이기 때문에 1호선과 4호선의 통근형 전동차만 정차할 수 있도록 되어 있으며, 경부1선(안쪽 선로)을 이용하는 일반 여객열차는 무정차 통과한다. 경부선 급행(수도권 전철 1호선)의 경우 기존에는 금정역을 무정차 통과했으나, 2019년 12월 30일에 수도권 전철 1호선 개편으로 인해 경부선 급행열차를 완행열차하고 같이 가장자리 선로로 운용하는 것으로 변경되어서 금정역에도 경부선 급행열차(청량리 ~ 천안, 신창 급행)가 정차할 수 있게 되었다. 하행(군포/산본 방면) 열차, 상행(명학/범계 방면) 열차는 각각 같은 승강장을 사용하기 때문에 평면환승이 가능하다. 그러나 서로 엇갈리는 방면(군포 방면과 범계 방면, 산본 방면과 명학 방면)으로 환승하려고 할 때에는 반드시 역사 육교를 거쳐야 한다.
기존에는 승강장 남단의 선상역사로 하나의 역무실과 5개 육교형 출입구만 있는 역이었으나, 이용수요에 비하여 서울특별시 면허 시내버스 등이 많이 정차하는 교차로 부근과 출입구 간의 환승거리가 멀어서 대로변 횡단보도를 이용하여야 하는 등 역 이용에 불편이 있었다. 이에 금정역삼거리 육교에 연결된 북부역사를 착공하였고 2006년 5월 육교로 직통하는 출입구가 개통되었다.
추후 5,6번 승강장은 GTX-C 승강장으로 사용될 예정이다.

### 승강장
| ↑명학(1호선)/↑범계(4호선)  |
| \| １２ \| ３４ \| ５６ \| |
| 군포(1호선)↓/산본(4호선)↓  |

| 1 | ● 수도권 전철 4호선 | 범계 · 과천 · 대공원 · 이촌 · 명동 · 창동 · 불암산 방면  |  |
| 2 | ● 수도권 전철 1호선 | 안양 · 금천구청 · 구로 · 광운대 방면 (일반, 급행)        |  |
|   | 경부선              | 통과선                                                   |  |
| 3 | ● 수도권 전철 1호선 | 의왕 · 성균관대 · 수원 · 서동탄 · 신창 방면 (일반, 급행) |  |
| 4 | ● 수도권 전철 4호선 | 산본 · 상록수 · 안산 · 오이도 방면                       |  |

## 역 주변
- 관모초등학교
- 군포공단
- 산본2동행정복지센터
- 금정치안센터
- 산본동행정복지센터
- 산본2동우체국
- 산본고가교
- 산본시장
- 홈플러스 안양점
- 안양국제유통단지공구상가
- LS타워
- 한얼초등학교
- 안양IT단지
- 금호교
- 안양국제유통단지

## 승차량 변동
1호선(경부선)과 4호선(과천선, 안산선)의 역사와 개찰구가 구분되지 않고 사용되므로, 모든 승차량은 1호선의 승차량으로 간주한다.
| 노선   | 승차 인원 | 승차 인원 | 승차 인원 | 승차 인원 | 승차 인원 | 승차 인원 | 승차 인원 | 승차 인원 | 주 석 |
| 노선   | 2000년    | 2001년    | 2002년    | 2003년    | 2004년    | 2005년    | 2006년    | 2007년    | 주 석 |
| ------ | --------- | --------- | --------- | --------- | --------- | --------- | --------- | --------- | ----- |
| 경부선 | 21610     | 24312     | 26154     | 28395     | 21737     | 22514     | 23276     | 24135     | [ 7 ] |
| 노선   | 2008년    | 2009년    | 2010년    | 2011년    | 2012년    | 2013년    | 2014년    | 2015년    |       |
| 경부선 | 26033     | 26747     | 27585     | 29347     | 28950     | 29388     | 30099     | 29764     | [ 7 ] |

## 사진

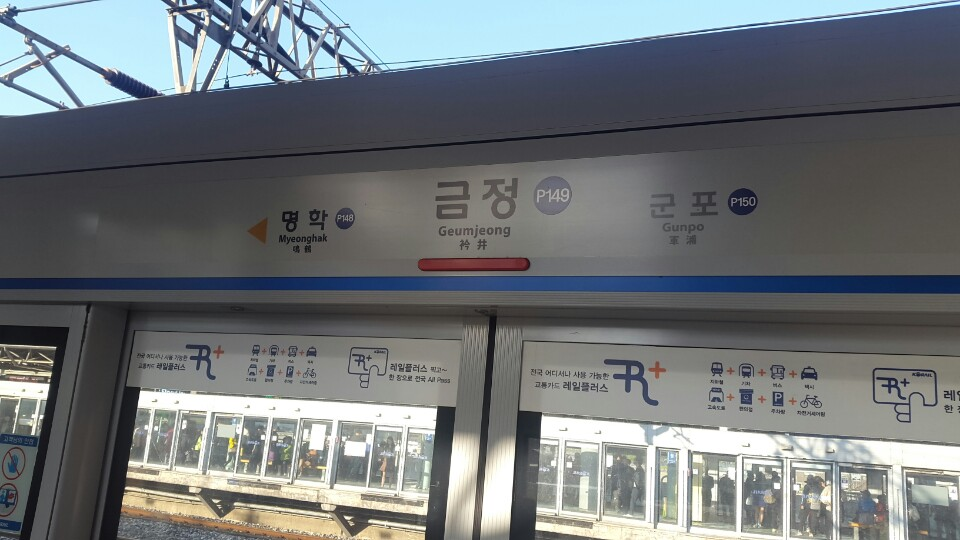
금정역 1호선 스크린도어
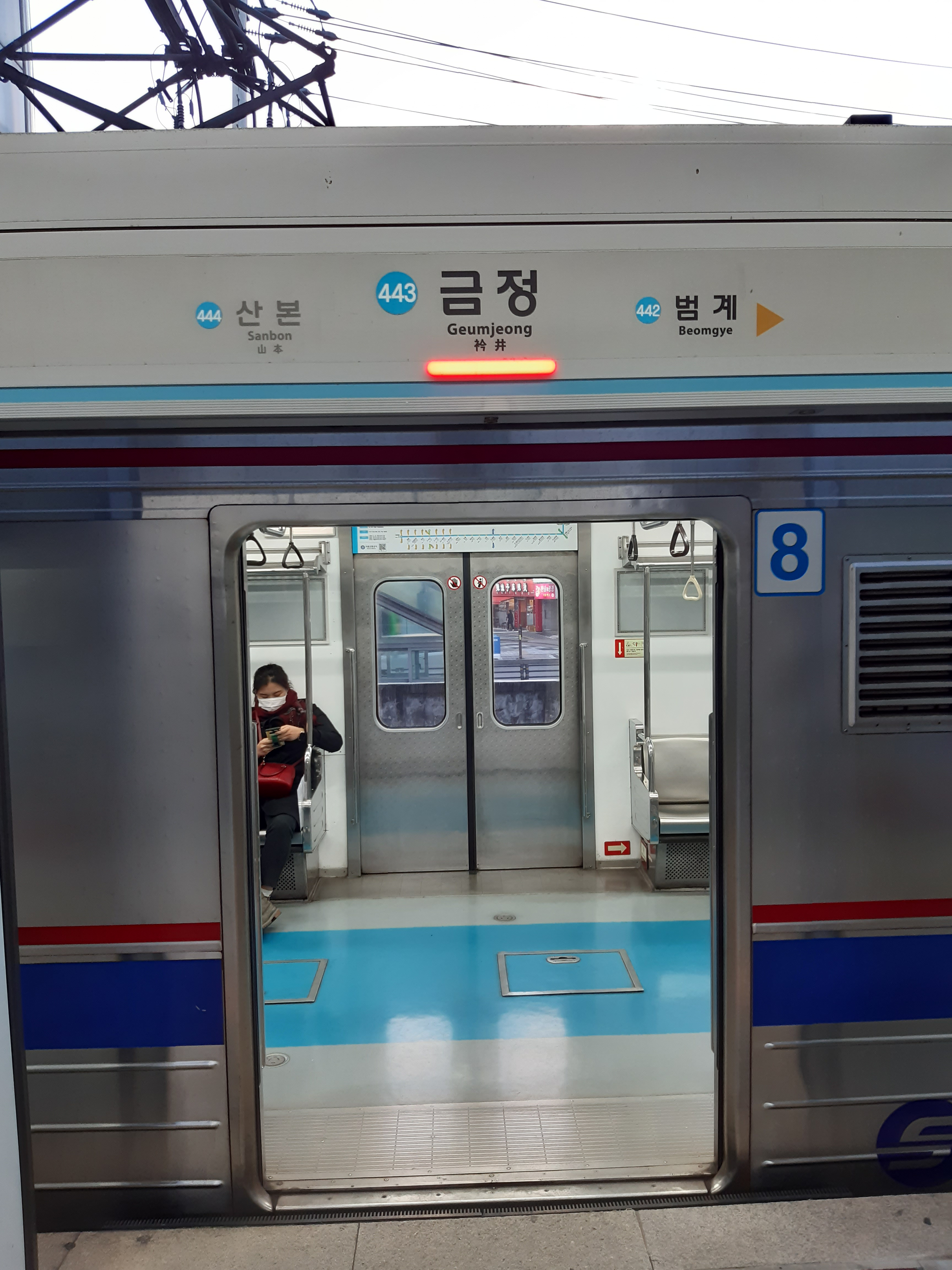
금정역 4호선 스크린도어
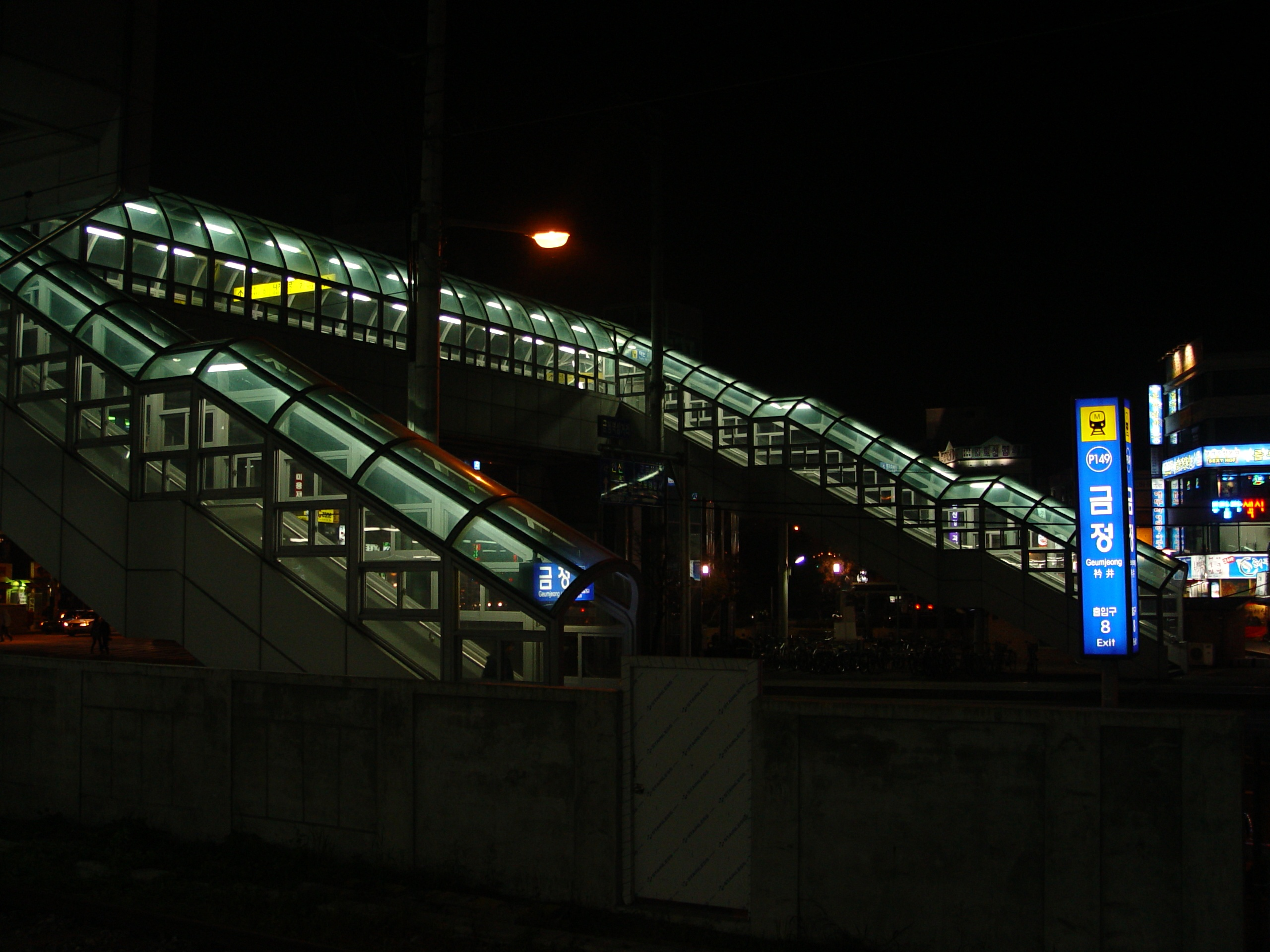
8번 출입구 인근 야경
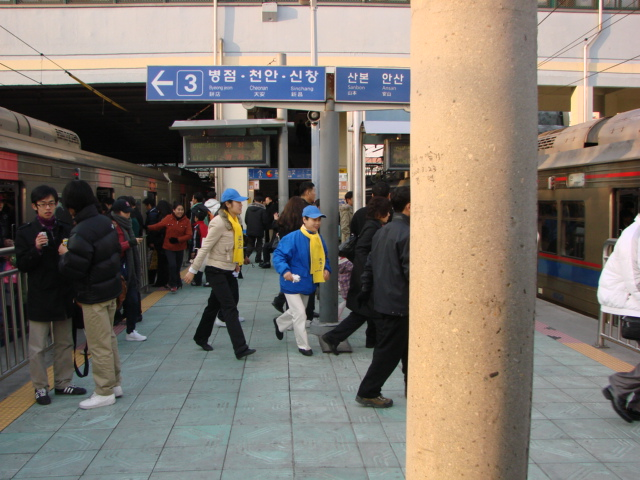
동일 방면끼리 쉽게 환승되는 구조(사진은 하선, 스크린도어 및 지붕 설치 전)
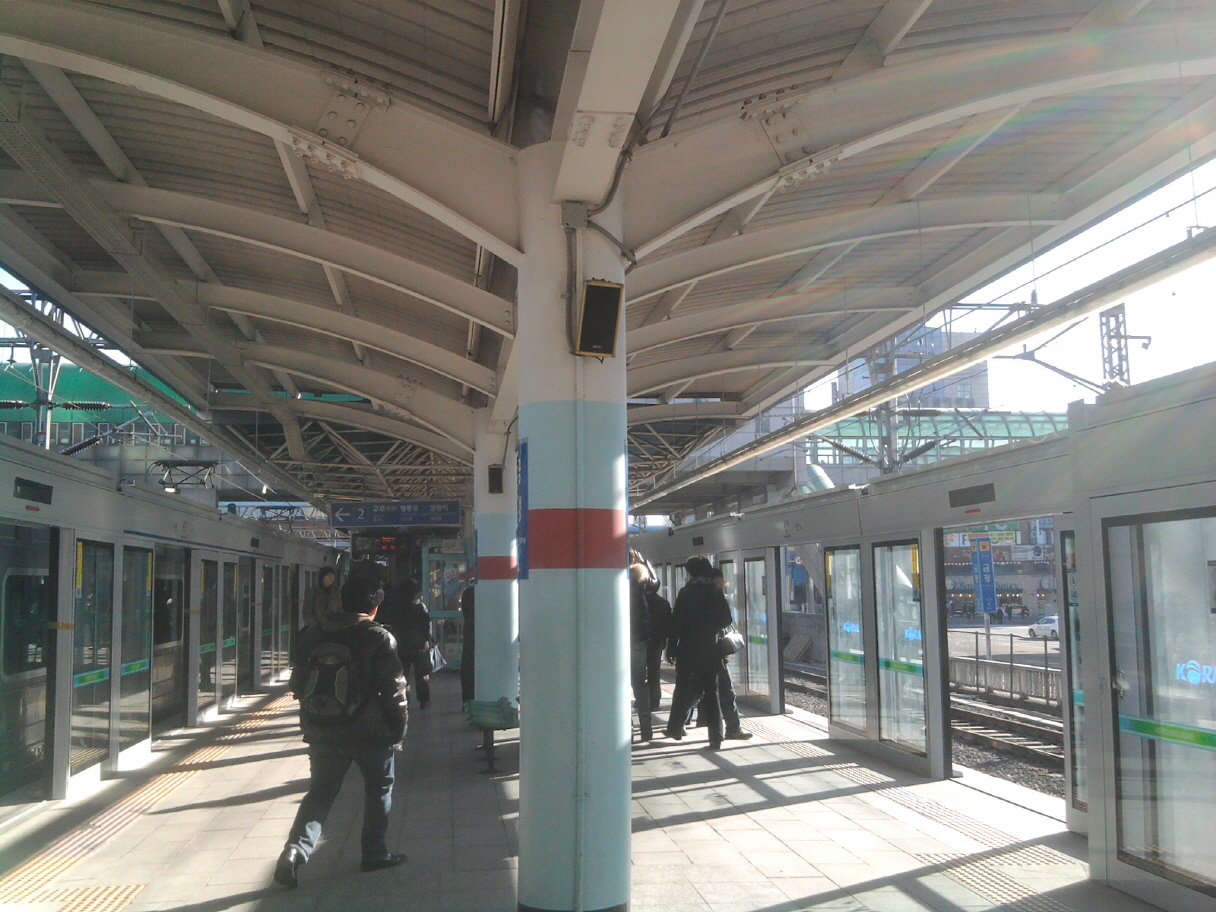
스크린도어 및 지붕 설치 후 승강장
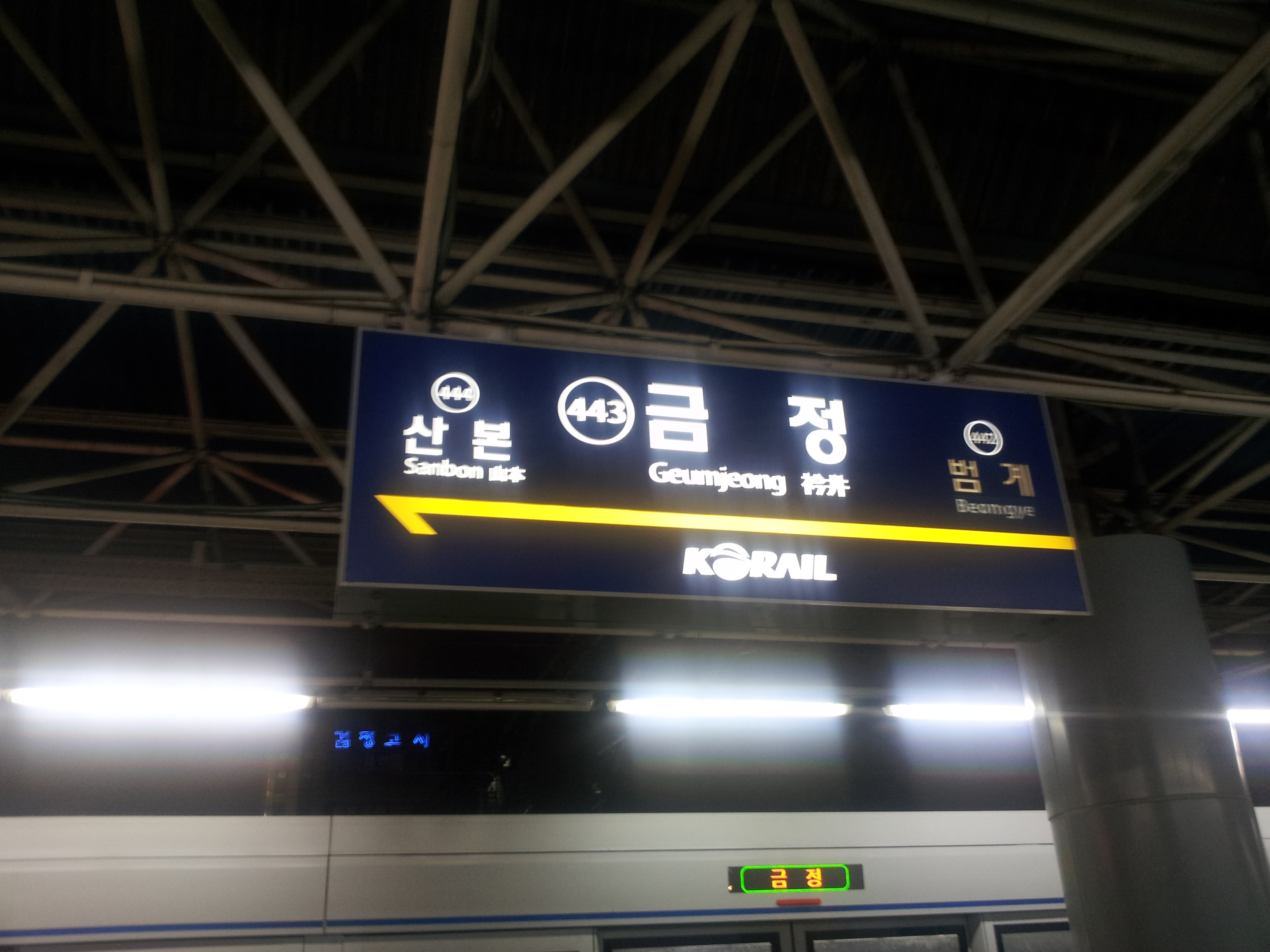
4호선 역명판
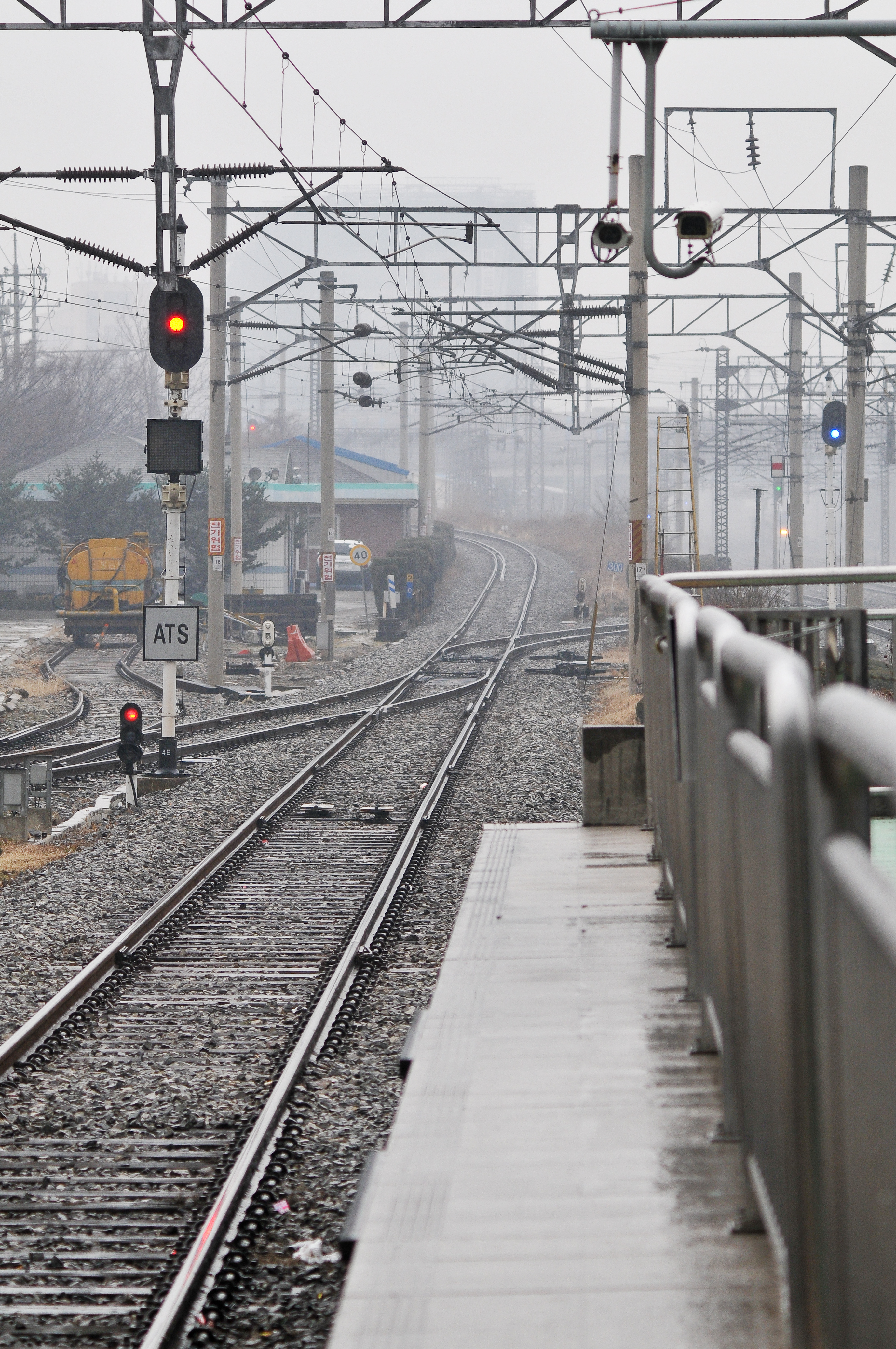
눈 오는 날 진입선로 (스크린도어 설치 전)
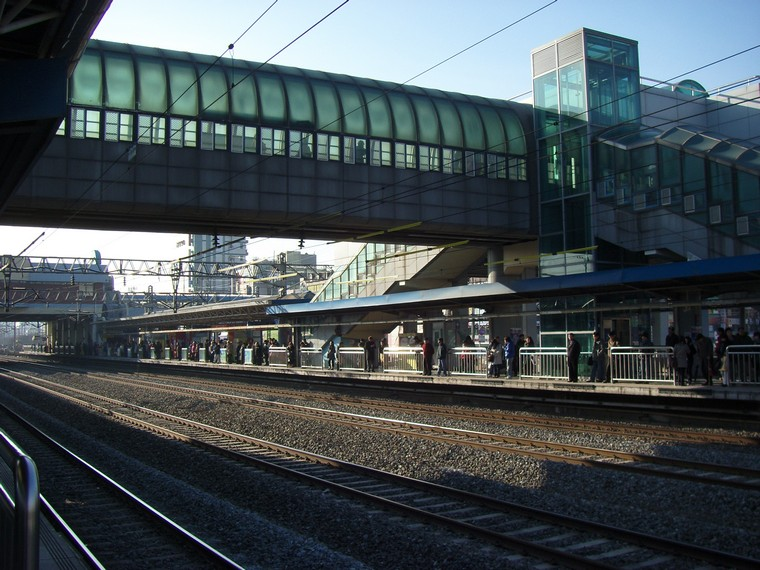
금정역 육교
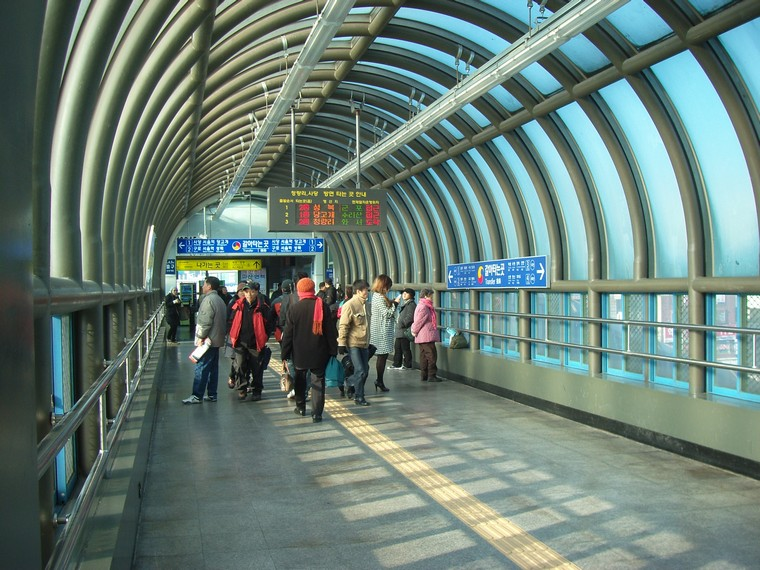
금정역 육교 내부
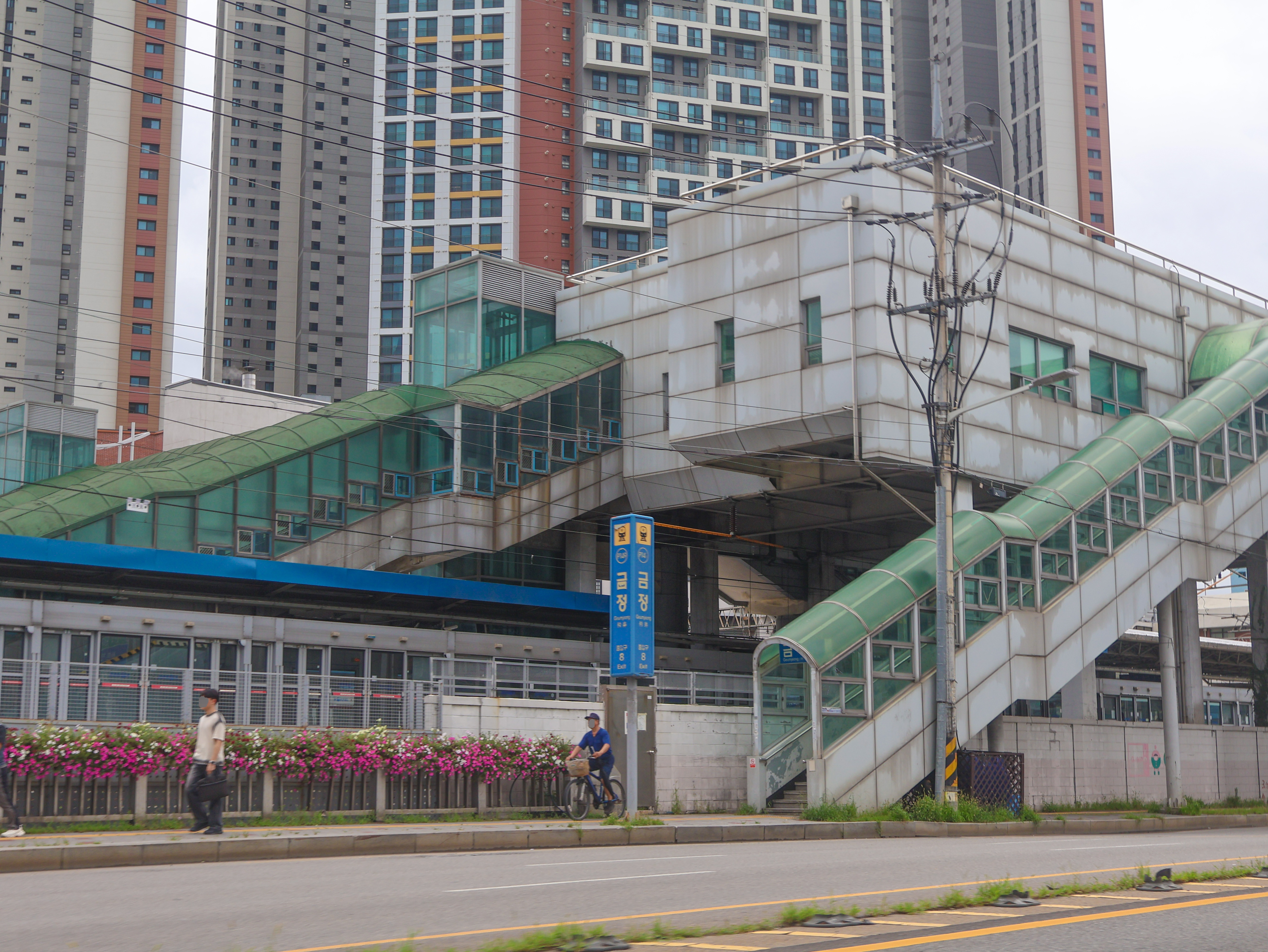
8번출구
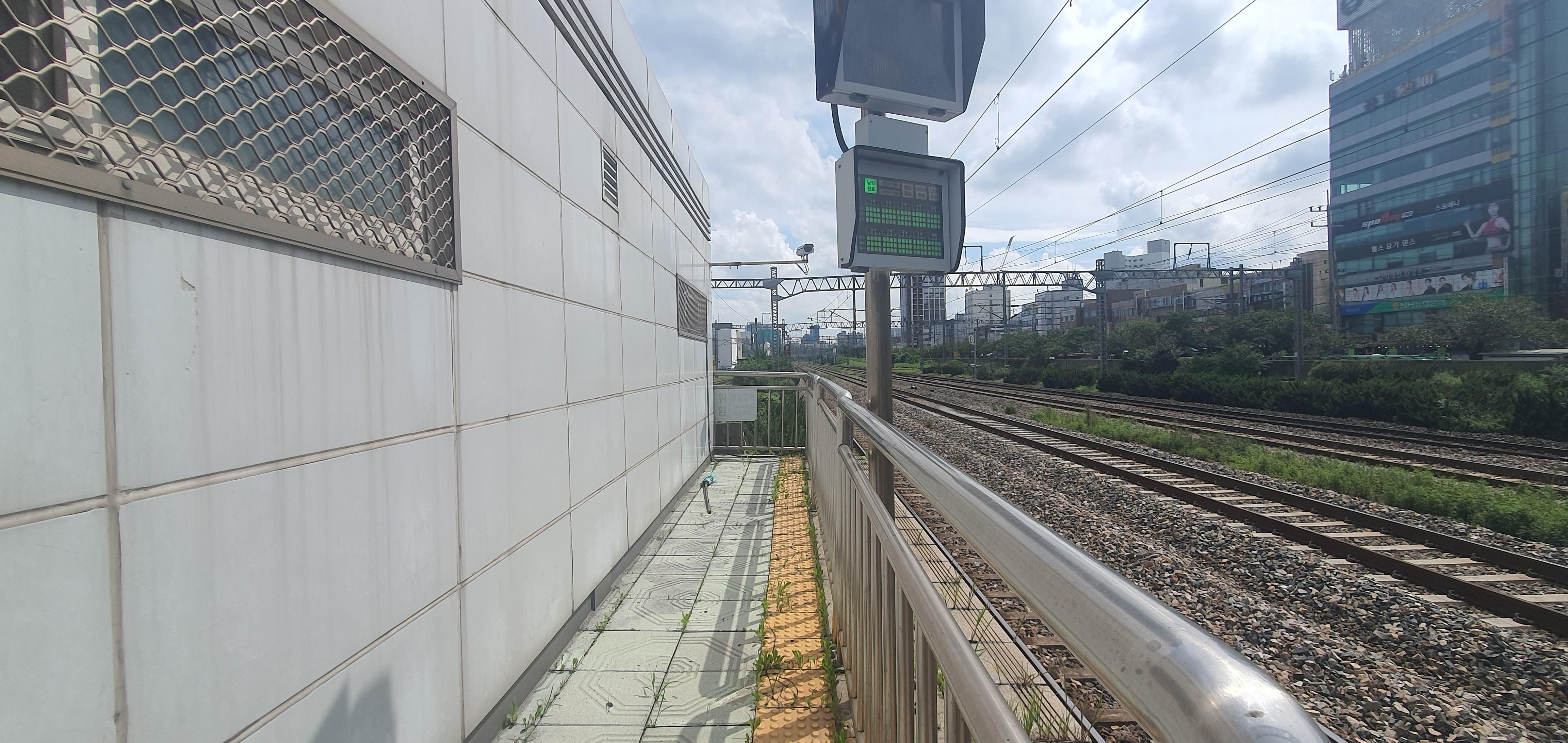
진입선로
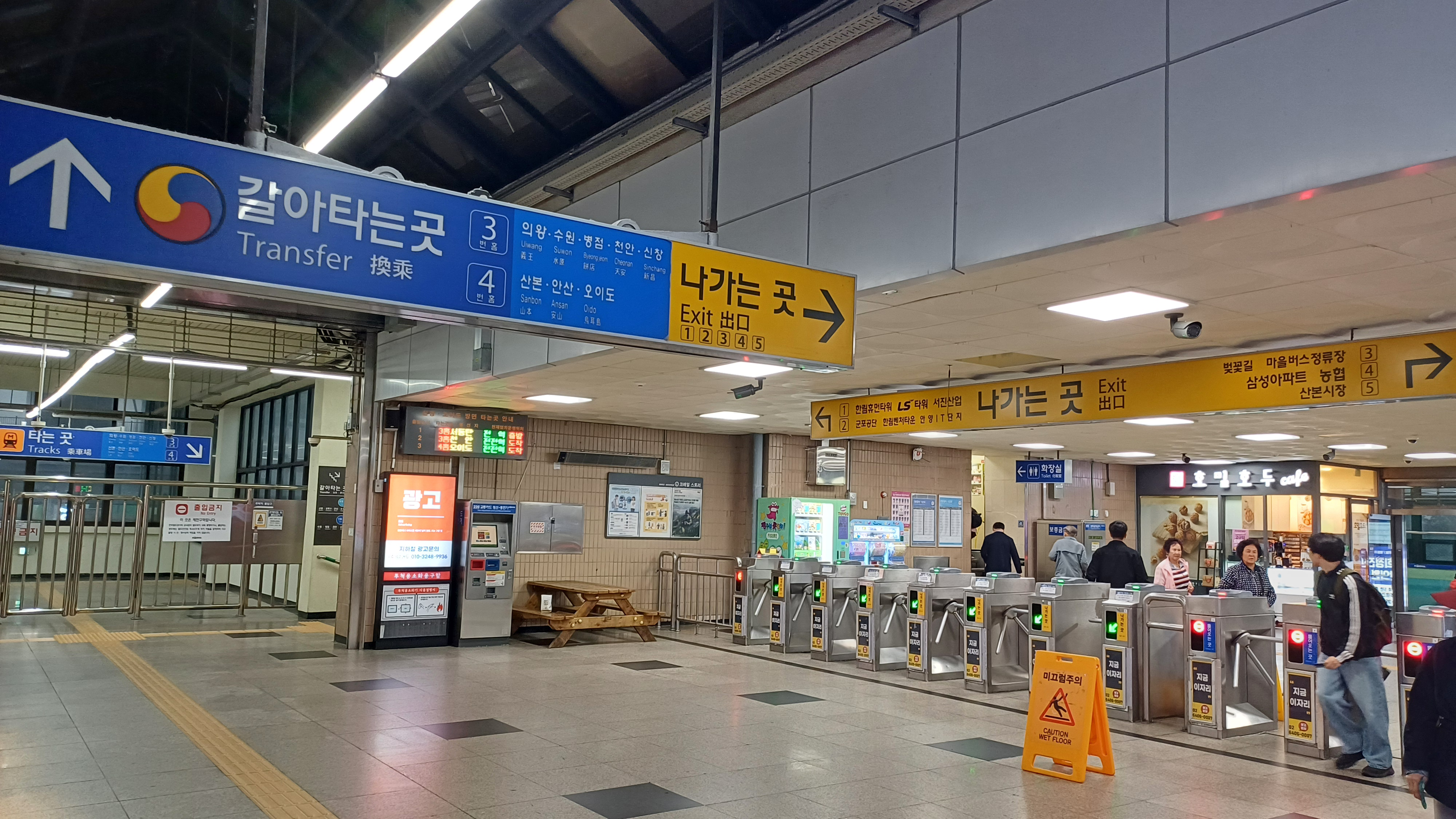
대합실

## 인접한 역
| 경부선                | 경부선                          | 경부선                       |
| --------------------- | ------------------------------- | ---------------------------- |
| P148 명학 광운대 방면 | ● 수도권 전철 1호선 경부선 완행 | P150 군포 서동탄 · 신창 방면 |
| P147 안양 청량리 방면 | ● 수도권 전철 1호선 경부선 급행 | P152 의왕 신창 방면          |
| 과천선 · 안산선       |                                 |                              |
| 443 범계 불암산 방면  | ● 수도권 전철 4호선             | 445 산본 오이도 방면         |

## 같이 보기
- 한대앞역
- 능곡역